# Vitali Gólod
Vitali Golod  (nascut el 23 de juny de 1971), és un jugador d'escacs jueu d'Ucraïna, que té el títol de Gran Mestre. Nascut a la llavors RSS d'Ucraïna, va jugar sota bandera soviètica fins al 1991, quan va emigrar a Israel, país del qual actualment té la nacionalitat.
A la llista d'Elo de la FIDE del gener de 2022, hi tenia un Elo de 2508 punts, cosa que en feia el jugador número 17 (en actiu) d'Israel. El seu màxim Elo va ser de 2606 punts, a la llista de gener de 2008 (posició 148 al rànquing mundial).

## Resultats destacats en competició
El 1988, Golod empatà als llocs 13è-14è al Campionat d'Ucraïna, a Khàrkiv. El 1991, es proclamà campió d'Ucraïna, a Simferòpol, (fou la darrera edició del campionat de l'RSS d'Ucraïna) i, posteriorment, va emigrar a Israel.
El 2002,empatà als llocs 6è-8è al Campionat d'Israel, a Tel-Aviv (els guanyadors foren Ilià Smirin, Borís Àvrukh, i Zvulun Gofshtein). En l'edició de 2004, va empatar als llocs 1r-2n amb Serguei Erenburg a Ramat Aviv, i posteriorment va guanyar el torneig de Santa Monica. També el 2004 fou 2n–4t amb Mikhaïl Gurévitx i Michael Roiz amb 7/9 a l'obert de Saint Vincent.
El 2005, fou 7è a Mont-real (el guanyador fou Victor Mikhalevski).
El 2006, va guanyar el Torneig B de GMs a Schaumburg, i empatà al tercer lloc al torneig Monarch Assurance a l'Illa de Man (rere Oleksandr Aresxenko i Serguei Volkov).
El 2007, empatà als llocs 1r-6è amb Mateusz Bartel, Zahar Efimenko, Iuri Iàkovitx, Michael Roiz i Mikhail Kobalia a la 16a edició del Monarch Assurance a l'Illa de Man.
El 2010, empatà als llocs 1r-4t amb Maksim Túrov, Sergei Zhigalko i Rinat Jumabayev al IV Memorial Agzamov. El mateix any, empatà als llocs 1r-7è amb Aleksandr Riazàntsev, Nadejda Kossíntseva, Leonid Kritz, Sebastien Feller, Christian Bauer, i Sebastien Maze a la 43a edició del Torneig obert de Biel/Bienne. També el 2010, es proclamà Campió d'Israel.